# Нестор Хом'як
Нестор Хом'як, також Хом'юк (пол. Nestor Chomiak; 8 березня 1897, Яковичі біля Володимира на Волині — 15 травня 1967, Яковичі, СРСР) — український політик і освітній діяч, депутат 1-го сейму Польської Республіки (1918—1939).

## Життєпис
Народився в селянській родині. Під час Першої світової війни вступив до польських легіонів і служив офіцерським курсантом. У 1915 р. разом з родиною евакуювався до Харкова і був призваний до Російського експедиційного корпусу, який був направлений до Франції. Був важко поранений у битві під Верденом і став інвалідом війни. У 1920 році через Константинополь і Одесу повернувся на батьківщину.
Депутат I каденції 1922—1927 рр. (присягнув 18 липня 1925 р.), обраний запасним депутатом парламенту за списком № 16 округу № 56 (Ковель) замість Міхнеля Файнштейна, повноваження якого закінчилися 13 липня 1925 р.; член Українського комітету.
Працював учителем у Яковичах, з 1930 року вів власне господарство в Березовичах, був головою ґмінної ради в Мікуличі. До 1935 р. вступив до Волинського Українського об'єднання (ВУО), був головою окружної управи у Володимирі-Волинському.
Після радянського вторгнення до Польщі, з листопада 1939 р. по травень 1941 р. неодноразово викликався в НКВС на допити (не рідше одного разу на місяць). Заарештований 11 травня 1941 року. Утік з ув'язнення в день початку німецько-радянської війни. Повернувся на свій хутір у Березовичах і служив дияконом у церкві села Губинь. У липні 1948 р. знову заарештований НКВД, звинувачений у зв'язках з бандерівцями і засуджений на 25 років заслання. Після двох років спроб переглянути вирок і через відсутність доказів вини домігся пом'якшення терміну покарання до 10 років. Відправлений у виправно-трудовий табір у Тайшет біля Іркутська, звільнений 6 жовтня 1955 року за амністією. З 1966 року директор ПТУ у Володимирі-Волинському.
У 1992 році завдяки трирічним зусиллям сина був посмертно реабілітований.